# Janne Carlsson (ingenjör)
Axel Janne Carlsson, född 2 juni 1932, död 5 november 2020 i Täby distrikt, Uppland, var en svensk forskare inom hållfasthetslära som var professor vid Kungliga Tekniska högskolan (KTH) i Stockholm 1966–1998 och KTH:s rektor 1988–1998. Carlssons forskningsområde var framför allt brottmekanik och han blev teknologie doktor vid KTH 1963 på avhandlingen On brittle fracture propagation. 1966 efterträdde han Folke Odqvist på professuren i hållfasthetslära.
Carlsson intresserade sig för det på 1950- och 1960-talet relativt unga kunskapsområdet brottmekanik, där man studerar inverkan av sprickor och andra defekter i konstruktioner. Hans lärobok "Brottmekanikens grunder", senare "Brottmekanik" utkom i flera upplagor.
Carlsson var ledamot av Kungliga Vetenskapsakademien samt av Ingenjörsvetenskapsakademien sedan 1981.
I samband med Carlssons avgång som KTH-rektor 1998 grundades Janne Carlssons insamlingsstiftelse för akademiskt ledarskap vid högskolan. Från 1999 har stiftelsen utdelat stipendier inom sitt område.
Janne Carlsson är begraven på Täby norra begravningsplats.